# Altica vicaria
Altica vicaria är en skalbaggsart som beskrevs av Horn 1889. Altica vicaria ingår i släktet Altica och familjen bladbaggar. Inga underarter finns listade i Catalogue of Life.